# HD127304
HD127304 — подвійна зоря, що знаходиться у сузір'ї Волопаса.
Ця подвійна система має видиму зоряну величину в смузі V приблизно 6,1.
Вона розташована на відстані близько 348,8 світлових років від Сонця.

## Подвійна зоря
Головна зоря цієї системи належить до хімічно пекулярних зір й має спектральний клас B9. В той же час спектральний клас іншої компоненти залишається ще не визначеним.

## Фізичні характеристики
Зоря HD127304 обертається порівняно повільно навколо своєї осі. Проєкція її екваторіальної швидкості на промінь зору становить Vsin(i)= 14км/сек.